# Marija Jurić Zagorka
Marija Jurić, nota con il nome d'arte Zagorka (Negovec, 2 marzo 1873 – 30 novembre 1957), è stata una giornalista, scrittrice, attivista per i diritti delle donne croata. È stata la prima giornalista donna in Croazia ed è tra le scrittrici croate più lette.

## Biografia

### Età della formazione
Nacque nel villaggio di Negovec, in Croazia, all'epoca nell'Impero austro-ungarico, da Ivan Jurić e Josipa Domin. Ebbe due fratelli e una sorella. Si riferì alla propria famiglia come benestante ma infelice.
Trascorse l'infanzia a Hrvatsko Zagorje, nella tenuta di Golubovec del barone Geza Rauch, gestita dal padre. Fu educata da tutori privati insieme ai figli del barone Rauch. Frequentò la scuola elementare a Varaždin, dove si distinse per la sua intelligenza e il suo talento, terminando tutte le classi con il massimo dei voti.
Sebbene il padre volesse mandarla a frequentare la scuola superiore in Svizzera, cosa che il barone Rauch accettò di pagare, la madre si oppose, così alla fine frequentò un liceo femminile presso il Convento delle Suore della Misericordia a Zagabria.
Dietro insistenza della madre e con l'opposizione del padre, sposò l'ufficiale delle ferrovie slovacco-ungheresi Andrija Matraja, di 17 anni più anziano lei, in un matrimonio combinato, celebrato alla fine del 1891. Disapprovò lo sciovinismo del marito nei confronti dei croati. La coppia visse a Szombathely per tre anni, durante i quali ebbe un esaurimento nervoso. In seguito divorziò. Durante il periodo trascorso in Ungheria imparò la telegrafia e l'ungherese, che le servirono in seguito per la sua carriera di giornalista.
Dopo essere drammaticamente fuggita dal marito violento nel 1895, visse dapprima con lo zio a Sremska Mitrovica e poi a Zagabria. Andrija Matraja la accusò di essere mentalmente instabile e per questo fu tenuta in manicomio per un certo periodo, ma alla fine fu dimessa quando i medici si accorsero che era sana. Riuscì a ottenere il divorzio con l'aiuto del padre, ma fu dichiarata colpevole di fallimento del matrimonio dopo che la madre testimoniò contro di lei, per cui l'ex marito non aveva l'obbligo di pagare gli alimenti o di restituire i suoi effetti personali.

### Carriera giornalistica

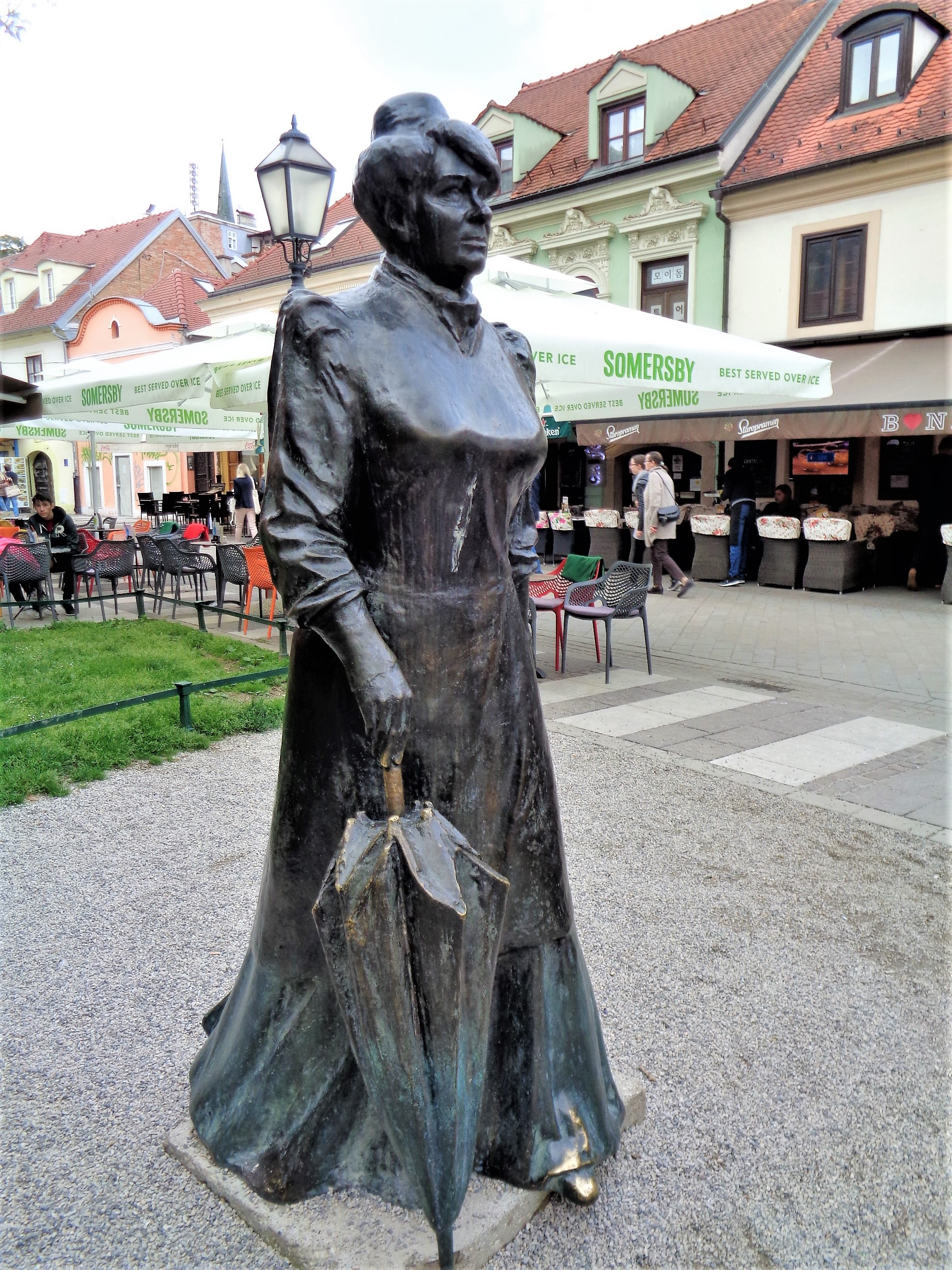
Una statua di Zagorka a Zagabria.

Durante il liceo, pubblicò il suo primo giornale, Samostanske novine (Giornale del convento). Nel 1891, con lo pseudonimo maschile di M. Jurica Zagorski, pubblicò l'unico giornale studentesco di Krapina: Zagorsko proljeće. Dopo la pubblicazione del primo numero, il giornale fu vietato a causa dei contenuti dell'introduzione intitolata "Lo spirito di Matija Gubec accusa - Le generazioni succedutesi non hanno usato il sangue versato e sono ancora schiave". Nel 1896 scrisse articoli non firmati per i giornali Hrvatski branik e Hrvatska Posavina.
Nello stesso anno, iniziò a lavorare all'Obzor, dapprima come correttrice di bozze perché il consiglio di amministrazione e il caporedattore Šime Mazzuro le oppossero di essere una donna, ma dopo l'intervento del vescovo Josip Juraj Strossmayer, come giornalista, sebbene dovesse sedersi in una stanza separata in modo che nessuno la potesse vedere. Scrisse soprattutto di politica, e occasionalmente diari di viaggio, biografie, autobiografie, satira, storie romantiche, racconti e romanzi a puntate. Il 31 ottobre 1896 fu pubblicato il suo primo articolo su Obzor, intitolato Egy Percz (in ungherese: Un breve momento). Nell'articolo, scrisse dell'uso esclusivo della lingua ungherese nelle stazioni ferroviarie della Croazia, che la maggioranza dei croati non capiva, motivo per cui i passeggeri non sapevano dove fossero diretti i treni. In seguito, si occupò di cronaca politica, raccontando degli sviluppi politici dal Parlamento croato-ungherese a Budapest e Vienna, aggiungendo commenti sui personaggi politici, interviste e note sui colloqui politici non ufficiali e sull'atmosfera politica generale, che contribuirono in modo significativo all'aumento della tiratura dell'Obzor.
Dopo che il caporedattore dell'Obzor, J. Pasarić, e il suo vice, M. Heimerl, furono imprigionati nel 1903, durante la più forte oppressione dei croati da parte di Khuen-Héderváry, diresse l'Obzor per cinque mesi da sola. Fu una oppositrice dell'ungherizzazione e della germanizzazione della Croazia e venne arrestata e messa in isolamento per dieci giorni per aver organizzato manifestazioni contro Khuen-Héderváry. Tuttavia, il suo lavoro editoriale nell'Obzor non fu menzionato nel Memoriale dell'Obzor del 1936, cosa che la offese profondamente. In quel periodo, scrisse anche articoli per i giornali ungheresi di opposizione Népszava e Magyarország. Nel 1910, partecipò alla fondazione dell'Associazione dei giornalisti croati. Lo stesso anno sposò il collega giornalista Slavko Amadej Vodvařka. I due divorziarono nel 1914.
Nel 1917, lasciò Obzor e fondò la rivista Zabavnik e scrisse anche articoli per Jutarnji list. In seguito, pubblicò e curò la prima rivista femminile croata, Ženski list (1925-38), scrivendo personalmente la maggior parte degli articoli, caratterizzati da uno stampo femminista e patriottico. Scrisse articoli anche per decine di altri importanti giornali, tra cui Vijenac e Novi list. Partecipò alla fondazione dell'Associazione croata delle scrittrici nel 1936.
Nel 1938 interruppe la collaborazione con Ženski list, insoddisfatta della redazione divenuta per lo più sostenitrice del conservatorismo e del clericalismo, contrariamente all'originaria natura liberale e femminista. Nel 1939 fondò la rivista Hrvatica (Donna croata) (1939-41). Tutti i ricavi derivanti dagli abbonamenti coprirono solo i costi per la stampa e lei scrisse senza compenso.
Durante la Seconda guerra mondiale, fu perseguitata dagli ustascia, che le proibirono di pubblicare Hrvatica, le sequestrarono tutte le copie della rivista, il denaro degli abbonamenti e persino i mobili del suo appartamento. A causa delle continue vessazioni, tentò il suicidio.
Nel 1944 cercò di unirsi ai partigiani jugoslavi, ma fu respinta. Dopo la fine della guerra, venne esclusa dalla scena culturale e attribuì la colpa ad alcuni suoi ex colleghi di Obzor, misogini e convinti che le donne potessero solo scrivere romanzi sentimentali.
Non percependo una pensione e dipendendo economicamente dall'aiuto di conoscenti e lettori, decise di pubblicare un annuncio per cercare qualcuno che gli garantisse gli alimenti. Tra diversi candidati, scelse due uomini più giovani, Nikola Smolčić e Leo Car, che si presentarono come cugini, ma in realtà erano una coppia, cui chiese di trasferirsi da lei.
Morì a Zagabria all'età di 84 anni. Fu sepolta nel cimitero di Mirogoj presso la cappella sul lato destro rispetto all'ingresso, ma non molto tempo dopo il suo corpo fu spostato nei portici a sinistra, lontano dall'ingresso.
Non è agevole rispondere alla domanda su quanti romanzi scrisse. Tuttavia, si pensa che ne abbia scritti circa trentacinque, alcuni dei quali incompiuti.

## Dopo la morte
Le proprietà di Zagorka furono ereditata da Smolčić, che morì poco tempo dopo, passando la proprietà al compagno Car. Sebbene Zagorka volesse che il suo appartamento al Mercato Dolac fosse trasformato in un centro commemorativo, Car non rispettò il suo ultimo desiderio, ristrutturò l'appartamento e continuò a viverci fino alla morte, avvenuta nel settembre 1986.
Nel 2009, la Città di Zagabria acquistò l'appartamento dagli eredi di Car e lo trasformò in un appartamento commemorativo di Marija Jurić Zagorka, gestito dall'ONG educativa Centre for Women's Studies Zagreb, in cui i visitatori possono approfondite la sua vita e quella di altre donne influenti nel campo della cultura, della politica, della scienza e dei diritti umani.
Ogni anno, alla fine di novembre, il Centro organizza un evento culturale e scientifico intitolato Giorni di Marija Jurić Zagorka. Ogni terzo giovedì del mese, il Centro organizza conferenze pubbliche su Zagorka e sulla letteratura femminile.
In un sondaggio del 2005 di Vjesnik, un quotidiano di Zagabria, è stata inserita al secondo posto nella lista degli scrittori croati più popolari di tutti i tempi.
L'Associazione dei giornalisti croati assegna ogni anno il premio Marija Jurić Zagorka per l'eccellenza nel giornalismo scritto, radiofonico, televisivo, online e investigativo.